# Exetastes calobatus

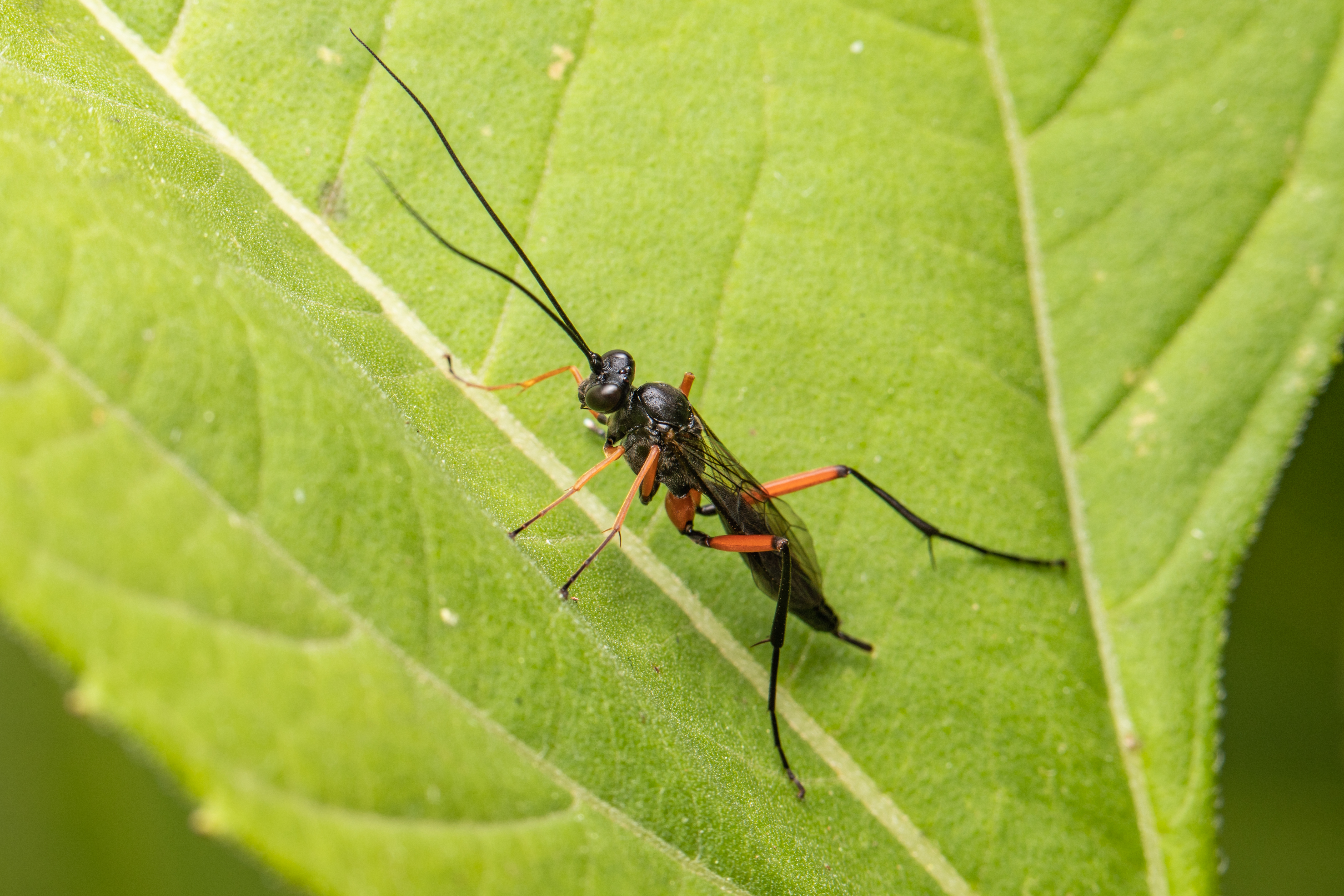
Exetastes calobatus ♀

Exetastes calobatus ist eine Schlupfwespe aus der Unterfamilie der Banchinae. Die Art wurde von Carl Gravenhorst im Jahr 1829 erstbeschrieben.

## Merkmale
Die schlanken Schlupfwespen sind 12–15 mm lang. Kopf, Thorax und Hinterleib sind schwarz. Der Clypeus ist mehr als 1,5-mal so breit wie lang. Die Mandibelzähne sind gleich lang. Die Fühler sind etwa so lang wie der Körper. Der kurze Legebohrer der Weibchen ist etwa 0,4-mal so lang wie die Hintertibien. Die vorderen und mittleren Coxae sind schwarz, die hinteren Coxae sind gelbrot gefärbt. Die Trochanteren sämtlicher Beine sind schwarz. Die vorderen und mittleren Femora und Tibien sowie das erste Tarsenglied der Vorderbeine sind gelbrot gefärbt. Die restlichen Tarsenglieder sind verdunkelt. Die schlanken hinteren Femora sind gelbrot gefärbt. Die hinteren Tibien und Tarsen sind schwarz. Die Vorderflügel weisen ein schmales schwarzes Pterostigma auf.
Das Gesicht der Männchen weist gelbe Seitenränder auf. Das Scutellum der Männchen weist einen kleinen gelben Fleck auf. Ferner haben die Männchen gelbe Schulterflecke auf dem Mesonotum sowie einen gelben Subalarwulst (unterhalb der Flügel).

## Verbreitung
Exetastes calobatus ist in der westlichen Paläarktis verbreitet. Die Art kommt in Mitteleuropa und im Mittelmeerraum vor. Funde sind aus Belgien, Deutschland, Tschechien, Frankreich, Spanien, Marokko, Italien, von Sardinien, aus Kroatien, Griechenland, Rumänien, aus dem europäischen Russland sowie aus Kleinasien bekannt. In England ist die Art offenbar auch vertreten.

## Lebensweise
Die Schlupfwespen beobachtet man gewöhnlich in der Zeit von Anfang September bis Anfang November. Man findet sie u. a an Waldrändern. Exetastes calobatus ist ein solitärer koinobionter Endoparasitoid von Schmetterlingsraupen aus der Gruppe der Erdraupen. Die Raupen werden gewöhnlich in einem frühen Stadium mit einem Ei belegt. Die Schlupfwespenlarve entwickelt sich in der Raupe und tötet diese erst kurz vor deren Verpuppung, nachdem diese ein Gespinst oder ein Kokon im Erdreich oder auf dem Boden gefertigt hat.